# Pteronotus (subgènere)
Pteronotus és un subgènere de ratpenats de la família dels mormoòpids que viuen a les Amèriques. Les dades genètiques donen suport al monofiletisme d'aquest grup.

## Taxonomia
- Ratpenat d'esquena nua de Davy (P. davyi)
- P. fulvus
- Ratpenat d'esquena nua de Suapure (P. gymnonotus)